# Rock Is Dead
«Rock Is Dead» (с англ. — «Рок мёртв») — песня американской рок-группы Marilyn Manson, выпущенная в качестве третьего сингла с их третьего студийного альбома Mechanical Animals (1998 г.). Она была написана одноимённым фронтменом группы вместе с басистом Твигги Рамирезом и клавишником Мадонны Уэйном Гейси, а спродюсирована Мэнсоном, Майклом Бейнхорном и Шоном Биваном. Это трек в стиле глэм-рока и хеви-метала с элементами электронной музыки и гранжа. В инструментовке песни используются электрические и бас-гитары, клавишные и живые ударные. Песня была включена в саундтрек к фильму Вачовски «Матрица» (1999 г.).
В песне Мэнсон провозглашает смерть рок-музыки и утверждает, что «Бог в телевизоре» (англ. God is in the TV). Текст песни «Rock Is Dead» вызывал различные интерпретации; некоторые критики считали, что Мэнсон был прав, утверждая, что рок мёртв, в то время как другие считали, что он «играл» со своими слушателями. Трек получил в основном положительные отзывы музыкальных критиков, которые сочли его заразительным и высоко оценили его текст. Музыкальное видео на песню «Rock Is Dead» было снято режиссёрами Мэнсоном и Сэмюэлем Бейером; в нём группа исполняет песню в костюмах. Во второй версии видео представлены фрагменты из фильма «Матрица».

## Концепция
Сам заголовок песни отсылает к постоянному интересу Мэрилина Мэнсона к философии Фридриха Ницше, а в этом случае — концепции того, что «Бог умер». 

## Клип
В видеоклипе на «Rock Is Dead» Мэнсон (в костюме вымышленного персонажа Омега) и сама группа (возможно, вымышленная группа «Mechanical Animals») исполняет песню на сцене. Это единственный клип «Marilyn Manson», для съёмок которого была приглашёна бэк-вокалистка, которая спела в нескольких песнях с самого альбома. Её вокал отчётливо также можно слышать в концертной версии «The Dope Show» с альбома The Last Tour on Earth. В конце клипа группа ломает свои инструменты, что несколько напоминает уничтожение Мэнсоном своих же статуй в полный рост, изображающих Омегу в клипе на «The Dope Show». В другой версии клипа также присутствуют фрагменты из фильма «Матрица»

## Список композиций

### Британский релиз, CD № 1
1. «Rock Is Dead»
2. «I Don’t Like the Drugs (But the Drugs Like Me)» [Absinthe Makes The Heart Grow Fonder Remix]
3. «I Can’t See Why» (композиция шведской группы «Baxter»)

### Британский релиз, CD № 2
1. «Rock Is Dead»
2. «Man That You Fear» [Acoustic Requiem for Antichrist Superstar]
3. «Television» [Radio Edit] (также композиция «Baxter»)

### Британский релиз, 10-дюймовый picture-винил
1. «Rock Is Dead»
2. «I Don’t Like the Drugs (But the Drugs Like Me)» [Every Day Mix]

## Участники записи
Данные адаптированы с буклета альбома Mechanical Animals.
Marilyn Manson
- Мэрилин Мэнсон — вокал, продюсирование
- Твигги Рамирез — гитара, бас-гитара
- Мадонна Уэйн Гейси — клавишные
- Джинджер Фиш — барабаны

Производственный персонал
- Том Лорд-Элдж — сведение
- Шон Биван — инженер, дополнительное производство
- Майкл Бейнхорн — продюсирование

## Чарты
| Чарт (1999 г.)                     | Позиция в чарте |
| ---------------------------------- | --------------- |
| Шотландия (Scottish Singles Chart) | 23              |
| Испания (AFYVE)                    | 34              |
| Великобритания (UK Singles Chart)  | 23              |
| США (Billboard Mainstream Rock)    | 28              |
| США (Billboard Alternative Songs)  | 30              |